# 叶机
叶机（？—？），浙江定海人，是一名清朝政治人物。
叶机曾于1814年接替卢焌任上海县知县一职，1821年由许乃来接任。